# Caymanskogssångare
Caymanskogssångare (Setophaga vitellina) är en fågel i familjen skogssångare inom ordningen tättingar.

## Utbredning och systematik
Caymanskogssångare delas upp i tre underarter med följande utbredning:
- S. v. crawfordi – förekommer på Little Cayman och Cayman Brac
- S. v. vitellina – förekommer på Grand Cayman
- S. v. nelsoni – förekommer på Swan Islands i västra Karibiska havet

### Släktestillhörighet
Tidigare placerades den tillsammans med ett stort antal andra arter i släktet Dendroica. DNA-studier visar dock att rödstjärtad skogssångare (Setophaga ruticilla) är en del av denna grupp. Eftersom Setophaga har prioritet före Dendroica inkluderas numera alla Dendroica-arter i Setophaga.

## Status
Caymanskogssångaren har ett litet utbredningsområde och dess levnadsmiljö minskar i omfång på grund av degradering. Den är därför sårbar för plötsliga händelser som stormar. Internationella naturvårdsunionen IUCN kategoriserar arten som nära hotad.